# Sankanje na Zimskih olimpijskih igrah 1998

## Moški

### Enosed
| Medalja | Tekmovalec           | Čas     |
| Zlato   | Georg Hackl (NEM)    | 3:18.44 |
| Srebro  | Armin Zöggeler (ITA) | 3:18.94 |
| Bron    | Jens Müller (NEM)    | 3:19.09 |

### Dvosed
| Medalja | Tekmovalca                          | Čas      |
| Zlato   | Stefan Krauße, Jan Behrendt (NEM)   | 1:41.105 |
| Srebro  | Chris Thorpe, Gordon Sheer (ZDA)    | 1:41.127 |
| Bron    | Brian Grimmette, Brian Martin (ZDA) | 1:41.217 |

## Ženske

### Enosed
| Medalja | Tekmovalka                 | Čas      |
| Zlato   | Silke Kraushaar (NEM)      | 3:23.779 |
| Srebro  | Barbara Niedernhuber (NEM) | 3:23.781 |
| Bron    | Angelika Neuner (AVT)      | 3:24.253 |